# 東京テクノ・ホルティ園芸専門学校
東京テクノ・ホルティ園芸専門学校（とうきょうテクノ・ホルティえんげいせんもんがっこう、英称：The Botanical College of Technological Horticulture of Tokyo）は、東京都千代田区にある、花と緑の専門家を育成するフラワービジネスの専修学校である。運営母体は、学校法人伊東学園。
本校はテクノ・ホルティ園芸専門学校（埼玉県）にある。専門課程フラワービジネス学科が設置されており、修了とともに専門士の称号が与えられる。本校（埼玉校）のほかに大阪校（大阪テクノ・ホルティ園芸専門学校）また、タイ国のラヨーン県に熱帯植物栽培実習センターなどの研究施設を持つ。

## 沿革
- 1974年　学校法人伊東学園を設立。
- 1988年  テクノ・ホルティ園芸専門学校を創立。埼玉県行田市に本校を開校。
- 1998年  東京校開校。フラワービジネス学科を設置。
- 1999年  専門士の称号授与の課程として文部大臣より認定。

## 学科
- フラワービジネス学科

### 専門課程
- - フラワーデザイン・ビジネスコース
    - ブライダル・フラワー専攻
    - フラワーデザイン専攻
    - ショップビジネス専攻
    - グリーンアドバイザー専攻
    - 園芸療法・福祉専攻

## 所在地
- 東京都千代田区西神田2-7-16